# Almería (prowincja)
Almería – jedna z 50 hiszpańskich prowincji, część wspólnoty autonomicznej Andaluzja. Stolicą prowincji jest Almería.
Leży na południowym wschodzie półwyspu Iberyjskiego, nad Morzem Śródziemnym, graniczy z prowincją Grenada na zachodzie i prowincją Murcja na wschodzie. 